# 1157

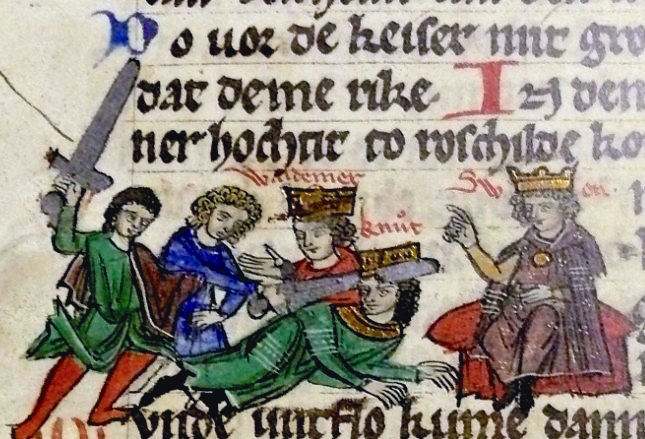
Bloedfeest van Roskilde

Het jaar 1157 is het 57e jaar in de 12e eeuw volgens de christelijke jaartelling.

## Gebeurtenissen
juni
- 11 - Albrecht de Beer verovert de burcht Brandenburg op de Slaven onder Jaxa van Köpenick en noemt zich als eerste markgraaf van Brandenburg.

augustus
- 4 - Het dorp Nispen wordt voor het eerst genoemd in een oorkonde die een schenking van diverse goederen van Arnulfus de Brabander aan de Abdij van Tongerlo bevestigt.
- 5 - Holland - Dirk VI opgevolgd door zijn zoon Floris III.
- 9 - Bloedfeest van Roskilde: Tijdens een banket ter afsluiting van de Deense burgeroorlog laat Sven III zijn neef en mededinger Knoet V vermoorden. Prins Waldemar, bondgenoot van Knoet, ontkomt naar Jutland.

oktober
- 23 - Slag bij Grathe Hede: Waldemar weet het leger van Sven te verrassen. Sven slaat op de vlucht, en wordt door boeren gedood.
- oktober - Paus Adrianus IV komt in conflict met keizer Frederik Barbarossa

zonder datum
- Andrej Bogoljoebski wordt de eerste vorst van Vladimir-Soezdal.
- Krijgsheren uit Ghowr veroveren de stad Ghazni, ooit de hoofdstad van het rijk van Mahmud van Ghazni. Lahore wordt de hoofdstad van zijn laatste nazaten. (waarschijnlijke datum).
- Frederik Barbarossa valt Polen binnen, en verovert Silezië en Groot-Polen. Groothertog Bolesław IV moet hem als leenheer erkennen.
- De halfbroers Inge I en Øystein II, medekoningen van Noorwegen, komen tot een veldslag. Inges leger verslaat dat van Øystein vernietigend, en Øystein slaat op de vlucht. Later wordt Øystein gevangengenomen en gedood. De aanhangers van Øystein en zijn eerder gesneuvelde broer Sigurd II roepen Sigurds zoon Haakon II uit tot koning.
- De stad Fribourg wordt gesticht.
- Kloosterstichting: Almenum (Ludingakerke) (jaartal bij benadering)
- Stadsbrand in Lübeck.
- Sancho VI van Navarra trouwt met Sancha van Castilië.
- Voor het eerst genoemd: Almelo, Ekeren, Hilvarenbeek, Nispen, Tienen, Zundert

## Opvolging
- Castilië - Alfons VII door zijn zoon Sancho III
- patriarch van Jeruzalem (Latijns) - Fulk van Angoulême opgevolgd door Amalric van Nesle
- Kiev - Joeri Dolgoroeki opgevolgd door Izjaslav III
- Leon en Galicië - Alfons VII opgevolgd door zijn zoon Ferdinand II
- Meißen - Koenraad de Grote opgevolgd door zijn zoon Otto de Rijke
- Moravië-Olomouc - Leopold opgevolgd door Vladislav
- Noorwegen - Øystein II opgevolgd door zijn neef Haakon II

## Geboren
- 25 maart - Alfons II, koning van Aragon (1162-1196)
- 8 september - Richard Leeuwenhart, koning van Engeland (1157-1199)
- Leopold V, hertog van Oostenrijk (1177-1194)
- Adolf I van Altena, aartsbisschop van Keulen (jaartal bij benadering)
- Mathilde van Portugal, Portugees prinses (jaartal bij benadering)

## Overleden
- 14 januari - Rodgerus, proost van Sint-Donaas en kanselier van Vlaanderen
- 24 of 25 januari - Agnes van Oostenrijk (~45), echtgenote van Wladislaus de Balling
- 5 februari - Koenraad de Grote (~58), markgraaf van Meißen en Neder-Lausitz
- 10 februari - Willem van Maleval, Frans kloosterstichter
- 29 april - Robrecht van Brugge, Belgisch abt
- 8 mei - Ahmad Sanjar (~71), sultan van de Seltsjoeken (1118-1153/1157)
- 15 mei - Joeri Dolgoroeki (~57), grootvorst van Kiev (1149-1151, 1155-1157)
- 5 augustus - Dirk VI (~43), graaf van Holland
- 9 augustus - Knoet V (~28), (mede)koning van Denemarken (1146-1157)
- 21 augustus - Alfons VII (52), koning van Castilië, Leon en Galicië
- 23 oktober - Sven III (~32), (mede)koning van Denemarken (1146-1157)
- Gerard van Sées, bisschop van Sées
- Leopold (~55), hertog van Moravië-Olomouc
- Øystein II, (mede)koning van Noorwegen (1142-1157)
- Agnes van Poitou, Frans edelvrouw (of 1159)